# Poecilocloeus depictus
Poecilocloeus depictus är en insektsart som beskrevs av Marius Descamps 1980. Poecilocloeus depictus ingår i släktet Poecilocloeus och familjen gräshoppor. Inga underarter finns listade i Catalogue of Life.